# Godda (huyện)
Huyện Godda là một huyện thuộc bang Jharkhand, Ấn Độ. Thủ phủ huyện Godda đóng ở Godda. Huyện Godda có diện tích 2110 ki lô mét vuông. Đến thời điểm năm 2001, huyện Godda có dân số 1047264 người.